# Dani Lins
Danielle "Dani" Rodrigues Lins, född 5 januari 1985 i Recife, är en brasiliansk volleybollspelare. Lins blev olympisk guldmedaljör i volleyboll vid sommarspelen 2012 i London.

## Klubbar
| År        | Klubb                      |
| --------- | -------------------------- |
| 2000-2005 | ADC Bradesco               |
| 2005-2011 | Rio de Janeiro Vôlei Clube |
| 2011-2014 | SESI-SP                    |
| 2014-2017 | Osasco Voleibol Clube      |
| 2018-2019 | Barueri VC                 |
| 2019-     | AV Bauru                   |